# Samšina
Samšina är en ort i Tjeckien. Den ligger i den centrala delen av landet, 70 km nordost om huvudstaden Prag. Samšina ligger 306 meter över havet och antalet invånare är 238.
Terrängen runt Samšina är huvudsakligen platt, men åt nordost är den kuperad.Runt Samšina är det ganska glesbefolkat, med 23 invånare per kvadratkilometer. Närmaste större samhälle är Jičín, 8,6 km öster om Samšina. Trakten runt Samšina består till största delen av jordbruksmark.